# Miss Benny
Miss Benny (19 de febrero de 1999) es una actriz, cantante y youtuber estadounidense.

## Biografía
Benny nació el 19 de febrero de 1999 y creció en Denton, Texas. Vivió como una adolescente en el armario antes de salir del mismo. Cuando Benny comenzó a publicar en YouTube, encontró su lugar con otras personas similares en la comunidad on-line. Se hizo amiga de los artistas de YouTube Troye Sivan y Tyler Oakley.

## Carrera
Benny comenzó a publicar en YouTube usando varios canales en 2010, con tan solo 11 años, como forma de sentirse menos aislada y sola. En el 2012, comenzó a publicar en el canal de YouTube KidPOV. Comenzó a publicar con su propio nombre en el 2016. Suele tratar temas de género e identidad. Benny ha realizado tutoriales de maquillaje y ha colaborado con otras personalidades de los medios, tales como Tyler Oakley y James Charles. Su canal de YouTube también incluye sketches humorísticos.

### Música
En 2014, Benny lanzó la canción "Little Game". Escribió la letra y dirigió y produjo el video musical con la ayuda de Tumi Mphahlele. La canción y el video ilustran que está mal obligar a los niños a asumir roles de género tradicionales.
En 2016, Benny fue elegida como Smiley en la 2.ª temporada de Guidance de go90. También en 2016, Benny lanzó el sencillo "Boys Will Be Boys", que trata sobre la [masculinidad tóxica]]. Lo hace utilizando tonos melódicos, voces suaves y ritmos de batería. El crítico musical Nic Kelly hizo una crítica positiva de la canción, describiendo su estilo como una mezcla entre Odesza y Drumaq. El video musical de la canción fue filmado y editado por el YouTuber y cineasta Chase vs Everything, y contó con la participación de Kalama Epstein.
En 2017, Benny lanzó el sencillo de R&B "Never Apart". También dirigió el video, que fue realizado una vez más por Chase vs Everything.

#### Estilo
Benny nombra a Bob Mizer como una de sus influencias estéticas. Se esfuerza por crear música de tipo synth-pop que resulte reluciente, burbujeante y "muy gay y muy queer ". Benny escucha a los músicos pop Charli XCX y Carly Rae Jepsen. También escucha rap y hip hop.

### Trabajos como actriz
En 2018, Benny apareció en la serie televisiva Fuller House como Casey, el primer personaje abiertamente gay del programa. También fue parte del casting de la serie Reverie.
En 2019, fue elegida como protagonista del piloto de The CW Glamorous interpretando a Marco, un "adolescente ambicioso y creativo que no se conforma con su género y que que usa el maquillaje y la moda para dejar que su ser queer florezca". Luego, Netflix abandonó el programa y lo retomó después de la pandemia de coronavirus. Se estrenó el 22 de junio de 2023. En un ensayo publicado en la revista Time, Benny reveló que el personaje hará la transición, acompañando a la transición de la actriz en la vida real.
Benny es la voz de Angel en El mundo de Craig desde la temporada 4.

## Trayectoria personal
En junio de 2018 Benny se trasladó a vivir a Los Angeles, California. Benny es una mujer transgénero, y sus pronombres son she/her/ella. Tiene tres hermanos que trabajan con ella en la producción de los vídeos, incluyendo la creación de atrezzo y el diseño de peluquería y maquillaje.

## Discografía

### Sencillos
- "Little Game" (2014)[8]
- "Boys Will Be Boys" (2016)[9]
- "Never Apart" (2017)[17]
- "Rendezvous" (2019)
- "Every Boy" (2019)
- "That's My Man" (2019)
- "One Damn Good Mistake" (2019)
- "Break Away" (2023)

## Filmografía
| Año           | Título                  | Rol              | notas      |
| ------------- | ----------------------- | ---------------- | ---------- |
| 2011          | BrainSurge              | Sí misma         | Televisión |
| 2016          | Guía                    | Carita sonriente | Televisión |
| 2018          | Fuller House            | casey            | Televisión |
| 2021          | Con amor, Víctor        | Mi lo            | Televisión |
| 2021          | American Horror Stories | Dee              | Televisión |
| 2022-presente | El mundo de Craig       | Ángel (2.ª voz)  | Televisión |
| 2023          | Atractivo               | Marco            | Televisión |